# Агеев, Виктор Иванович (актёр)
Виктор Иванович Агеев (5 [17] апреля 1887, Дубовка, Саратовская губерния — 10 января 1962, Оренбург) — советский актёр, народный артист РСФСР (1957).

## Биография
Виктор Агеев родился 5 (17) апреля 1887 года в селе Дубовка (ныне Волгоградская область).
Впервые на профессиональную сцену вышел в 1907 году в Иваново-Вознесенске, до этого участвовал лишь в любительских спектаклях. Работал в различных театрах русской провинции: Красноярск, Курск, Астрахань, Тамбов, Омск, Пенза.
С 1936 года актёр Оренбургского театра драмы им. М. Горького.

## Признание и награды
- Заслуженный артист РСФСР (1945)
- Народный артист РСФСР (1957)

## Творчество

### Роли в театре

#### Оренбургский областной драматический театр имени М. Горького
- «Волки и овцы» А. Н. Островского — Лыняев[1]
- «Горе от ума» А. С. Грибоедова — Фамусов
- «На дне» М. Горького — Лука
- «Любовь Яровая» К. А. Тренёва — Швандя
- «Беспокойная старость» Л. Н. Рахманова — Полежаев
- «Фельдмаршал Кутузов» В. А. Соловьёва — Кутузов
- «Давным-давно» А. К. Гладкова — Кутузов
- «Надежда Дурова» К. А. Липскерова и А. С. Кочеткова — Кутузов
- «Машенька» А. Н. Афиногенова — Окаёмов
- «Человек с ружьём» Н. Ф. Погодина — В.И. Ленин
- «Кремлёвские куранты» Н. Ф. Погодина — В.И. Ленин
- «Ленин в 1918 году» А. Я. Каплера и Т. С. Златогоровой — В.И. Ленин
- 1950 — «Свадьба Кречинского» А. В. Сухово-Кобылина — Муромский